# Laban (Band)
Laban war ein Popduo aus Dänemark, das in den 1980er Jahren aktiv war. Es bestand aus Lecia Jönsson und Ivan Pedersen.

## Werdegang
Im Jahr 1982 kam die erste Single von Laban heraus, Hvor Ska’ Vi Sove I Nat?, eine dänische Coverversion des Hits Sarà Perché Ti Amo von Ricchi e Poveri. Darauf veröffentlichten sie das Album Laban auf EMI. Bis 1987 veröffentlichten sie fast jedes Jahr ein weiteres Album mit dänischen Texten, das im Titel stets den Bandnamen und die fortlaufende Nummerierung trug. Im Jahr 1986 kam eine englische Version von Laban 4 unter dem Namen Caught by Surprise heraus, dessen daraus ausgekoppelte Single Love in Siberia ein internationaler Erfolg wurde. Auf dem Album Laban 5 findet sich eine Coverversion des Titels Dein ist mein ganzes Herz von Heinz-Rudolf Kunze (Fange I Natten, in der englischen Ausgabe Prisoner of the night). 1988 trennte sich das Duo.

## Diskografie
- 1982: Laban
- 1983: Laban 2
- 1984: Laban 3
- 1985: Laban 4
- 1986: Caught by Surprise (Englische Version von Laban 4)
- 1987: Laban 5
- 1987: Roulette (Englische Version von Laban 5)

## Belege
1. 1 2  Chartquellen: DK (Singles 1979-2000) DK (ab 2001) SE US
2. ↑  Auszeichnungen für Musikverkäufe: DK